# Alphonso Correia
Alphonso Correia Long (ur. w 1927, zm. w 2005) – gujański sztangista, olimpijczyk.
Reprezentował Gujanę Brytyjską na igrzyskach olimpijskich w Londynie w 1948 roku w wadze piórkowej (do 60 kg). W rwaniu zaliczył 85 kg, w podrzucie podniósł 115 kg, zaś w wyciskaniu osiągnął 75 kg. Łączny wynik w trójboju, 275 kg, dał mu 18. miejsce w stawce 23 sztangistów.